# Tomoka Takeuchi
Tomoka Takeuchi (n. 21 decembrie 1983, Asahikawa, Japonia) este o sportivă ce a reprezentat Japonia, medaliată olimpică. A participat la 3 ediții ale Jocurilor Olimpice (2002, 2006, 2014) în care a câștigat o medalie de argint.